# كين هوستون (لاعب كرة قدم أمريكية)
كين هوستون (بالإنجليزية: Ken Houston)‏ هو لاعب كرة قدم أمريكية أمريكي، ولد في 12 نوفمبر 1944 في لوفكين في الولايات المتحدة.

## وصلات خارجية
- كين هوستون على موقع مرجع كرة القدم المحترفة.كوم (الإنجليزية)